# ناعورة أبي العافية
 ناعورة أبي العافية أو طاحونة أبي العافية (بالإسبانية: Molino de la Albolafia)‏ هي ناعورة من القرون الوسطى على طول الوادي الكبير في الوسط التاريخي لمدينة قرطبة الإسبانية. إنها واحدة من العديد من الطواحين المائية التاريخية في قرطبة [الإنجليزية] وتقع بالقرب من قنطرة قرطبة وقصرها. يُعتقد عمومًا أنه يعود تاريخه إلى العصر الإسلامي للمدينة، على الرغم من أن أصوله الدقيقة غير مؤكدة.

## التأثيل
وفقًا للباحث الإسباني فيليكس إيرنانديث خيمينيث (Felix Hernández Giménez)، فإن اسم Albolafia مشتق من العربية "أبو العافية" التي تعادل معنى "الحظ السعيد" أو "الصحة الجيدة"، جاء هذا الاسم من مهندس معماري يُدعى أبو العافية الذي جدَّد وحسّن الناعورة في القرن الثاني عشر.